# Селце (Цриквениця)
45°09′ пн. ш. 14°43′ сх. д. / 45.15° пн. ш. 14.72° сх. д.
Селце (хорв. Selce) — населений пункт у Хорватії, в Приморсько-Горанській жупанії у складі міста Цриквениця.

## Населення
Населення за даними перепису 2011 року становило 1553 осіб.
Динаміка чисельності населення поселення:

## Клімат
Середня річна температура становить 13,92 °C, середня максимальна – 26,79 °C, а середня мінімальна – 1,92 °C. Середня річна кількість опадів – 1228 мм.
| Клімат поселення                              | Клімат поселення | Клімат поселення | Клімат поселення | Клімат поселення | Клімат поселення | Клімат поселення | Клімат поселення | Клімат поселення | Клімат поселення | Клімат поселення | Клімат поселення | Клімат поселення | Клімат поселення |
| Показник                                      | Січ.             | Лют.             | Бер.             | Квіт.            | Трав.            | Черв.            | Лип.             | Серп.            | Вер.             | Жовт.            | Лист.            | Груд.            |                  |
| Середній максимум, °C                         | 9,65             | 10,06            | 12,38            | 15,86            | 20,69            | 24,84            | 26,79            | 26,67            | 22,38            | 17,89            | 13,17            | 10,37            |                  |
| Середня температура, °C                       | 5,78             | 6,21             | 8,51             | 11,99            | 16,85            | 20,98            | 23,37            | 23,23            | 18,94            | 14,48            | 9,74             | 6,93             |                  |
| Середній мінімум, °C                          | 1,93             | 2,37             | 4,67             | 8,13             | 13,00            | 17,12            | 19,94            | 19,78            | 15,52            | 11,03            | 6,31             | 3,48             |                  |
| Норма опадів, мм                              | 92               | 77               | 80               | 85               | 88               | 96               | 55               | 75               | 146              | 160              | 155              | 119              |                  |
| Середньомісячна швидкість вітру, м/с          | 2.93             | 3.05             | 3.12             | 2.92             | 2.64             | 2.48             | 2.51             | 2.51             | 2.63             | 2.85             | 3.21             | 3.18             |                  |
| Середньомісячна сонячна радіація, кДж/м²·день | 4456             | 7230             | 10587            | 15070            | 19292            | 21001            | 22548            | 19357            | 14160            | 9102             | 4834             | 3755             |                  |
| --------------------------------------------- | ---------------- | ---------------- | ---------------- | ---------------- | ---------------- | ---------------- | ---------------- | ---------------- | ---------------- | ---------------- | ---------------- | ---------------- | ---------------- |
| Джерело:                                      |                  |                  |                  |                  |                  |                  |                  |                  |                  |                  |                  |                  |                  |